# Órcades
As Órcades ou Órcadas (em inglês Orkney Islands, "Ilhas Orkney", no gaélico escocês Àrcaibh) são um arquipélago localizado no Mar do Norte, cerca de 16 km ao largo do Norte da Escócia. As Órcades foram inicialmente colonizadas por pictos e viquingues mas são actualmente uma das Autoridades Unitárias da Escócia. O grupo é constituído por cerca de 70 ilhas, das quais 20 habitadas por cerca de 20 000 pessoas. A maior ilha do arquipélago é The Mainland, onde fica Kirkwall a capital administrativa. A economia do arquipélago é sustentada pela indústria de produção de lã, carne, queijo, cerveja, whisky e pelas plataformas petrolíferas que operam ao largo das Órcades.
Do ponto de vista geológico as Órcades são ilhas continentais separadas da Europa e das restantes Ilhas Britânicas durante a subida geral do nível do mar observada no Pliocénico.

Bandeira das Órcades.

## História
As ilhas estão habitadas desde 3500 a.C., num primeiro estágio povoadas por um povo conhecido como orcanianos, eram divididos em tribos e faziam trabalhos com metal. Depois foram ocupadas pelos pictos.
Por volta do ano 800, as Órcades foram invadidas pelos viquingues que submeteram e escravizaram a população local de pictos. O arquipélago fica a poucas milhas marítimas tanto da Noruega como da Escócia e representava, na época, uma base de Inverno ideal para as pilhagens viquingues às Ilhas Britânicas. Com os dividendos dos saques, enquanto estes duraram, e mais tarde com o estabelecimento de uma colónia de pastores e agricultores, as Órcades ganharam nova vida sob o controle viquingue. 

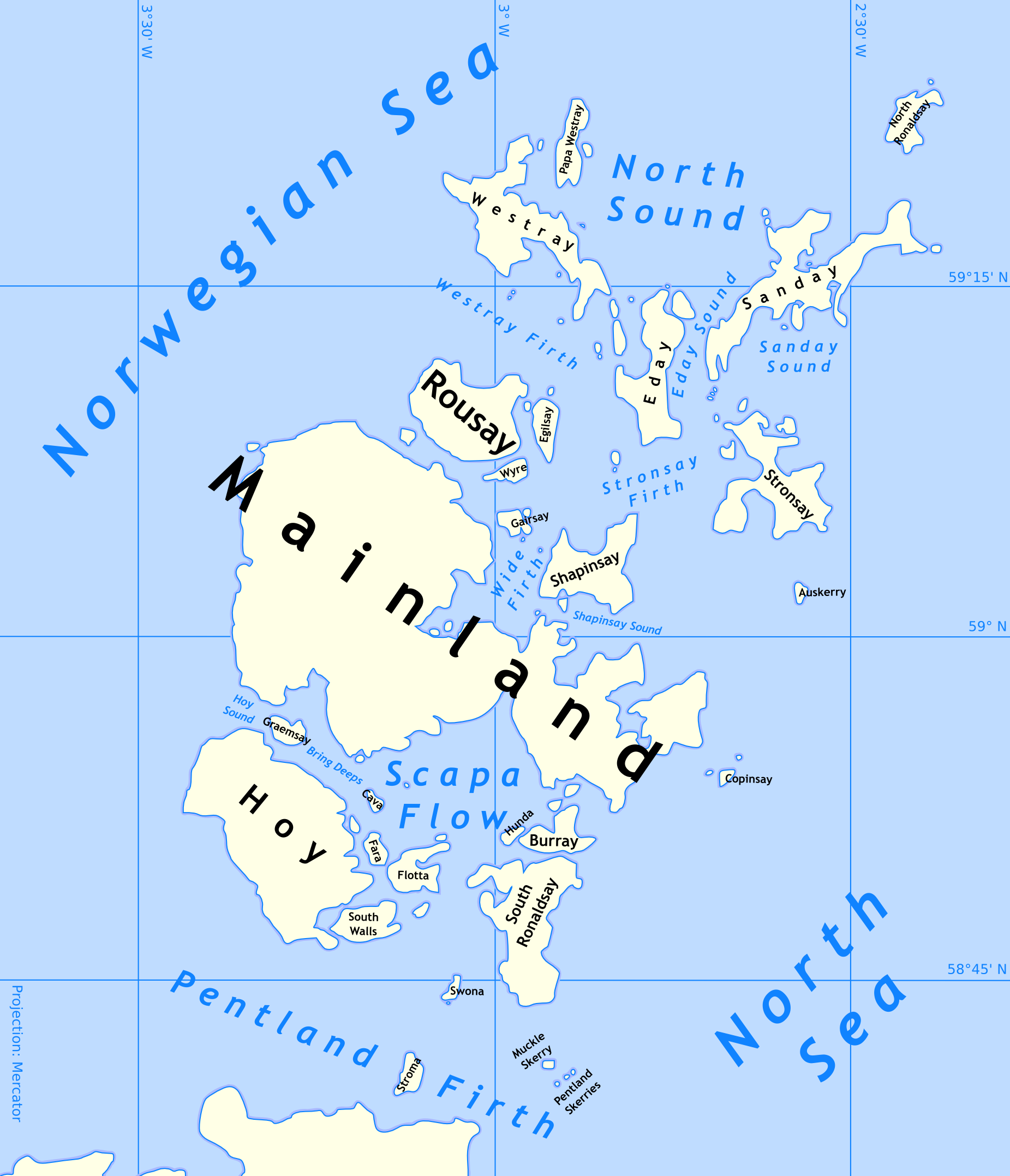
Mapa das Órcades.

As ilhas eram, segundo os parâmetros desta cultura, ideais para a vida campestre pelo seu clima (relativamente) ameno, florestas e solos férteis. Os colonos desenvolveram uma economia próspera baseada em rebanhos de ovelhas para produção de lã e de vacas para fabrico de laticínios exportados para o continente. A riqueza das ilhas manifestou-se na construção da catedral de São Magno no século XI, inspirada na catedral de Durham em Inglaterra.
Durante alguns anos as Órcades foram sede de um reino nórdico independente que declarou vassalagem à Noruega durante o século X. Em 1472, o arquipélago foi transferido para a custódia escocesa por uma questão diplomática, num pacto de casamento.

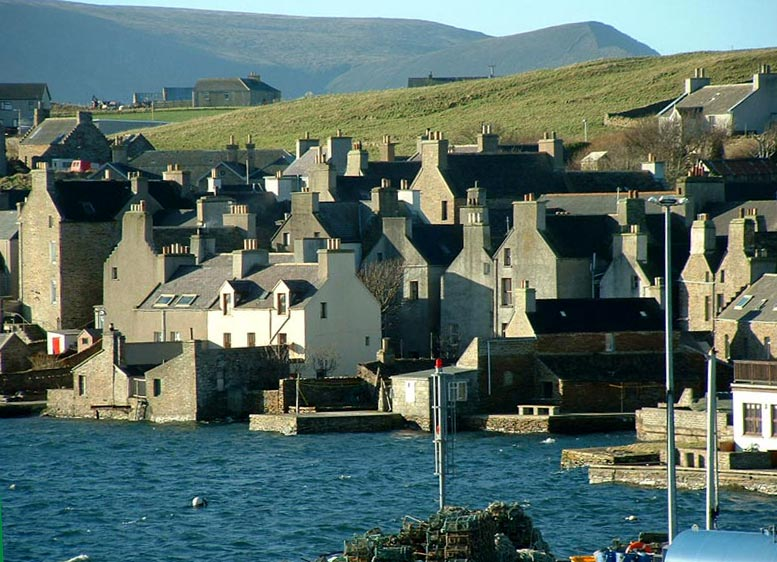
Stromness, segunda maior cidade

Nesta época a Noruega fazia parte, juntamente com a Suécia, do reino da Dinamarca e era vista pelo rei Cristiano I como a sua província mais pobre e desinteressante. As Órcades tinham então pouco poder económico e social junto da corte e foram entregues ao rei Jaime III da Escócia como dote, por ocasião do seu casamento com a princesa Margarida da Dinamarca. 
A cultura viquingue persistiu sob controlo escocês e os habitantes das Órcades preservaram o seu dialecto nórdico até pelo menos ao século XVIII.

## Mitologia e Literatura
Em muitos romances arturianos, Lothian seria o reino de Lot de Orkney e Morgause, além de onde nasceu o vilão Mordred.